# Lac File Axe
Le lac File Axe est un plan d’eau douce constituant la source de la rivière du Chef, dans le territoire non organisé de Rivière-Mistassini, dans la municipalité régionale de comté (MRC) de Maria-Chapdelaine, dans la région administrative du Saguenay-Lac-Saint-Jean, dans la province de Québec, au Canada. Ce plan d’eau est surtout situé dans le canton de Bonne, sauf l’extrémité de la baie du Nord-Est qui déborde dans le canton de Joybert.
La partie supérieure de la vallée de la rivière File Axe est desservie par quelques routes forestières secondaires qui se connectent une route forestière principale route 167 venant de Chibougamau en passant à l’Est du lac Albanel et à l’Ouest du lac Five Axe. La route forestière R1048 passant à l'Est du lac File Axe dessert la partie supérieure de la vallée.
La surface du lac File Axe est habituellement gelée de la fin octobre au début mai, toutefois la circulation sécuritaire sur la glace se fait généralement de la mi-novembre à la fin d'avril.

## Géographie
Les principaux bassins versants voisins du lac File Axe sont :
- côté nord : lac Stalwart, lac Heidi, lac de la Lamentation, lac de la Révélation, lac Claverie, lac Albanel, lac Mistassini, rivière Chalifour, rivière à la Perche (lac Mistassini) ;
- côté est : lac Margonne, lac Kweiskusipaatam, lac Fleuricourt, rivière Nestaocano, rivière Ouasiemsca ;
- côté sud : lac Margonne, rivière de la Petite Meule, lac Carbonneau, rivière Chonard, rivière Boisvert (rivière Normandin), lac Laganière, lac des Canots, rivière du Chef, lac Jumonville, rivière Ashuapmushuan ;
- côté ouest : lac Mistassini, lac Diéréville, rivière Métawishish, baie Cabistachouane, baie Pénicouane, baie du Poste (lac Mistassini), rivière Pipounichouane[1].

Le lac File Axe comporte une superficie de 26,0 km2, une longueur de 13,4 km, une largeur maximale de 5,6 km et une altitude de 454 m.
Le lac File Axe est situé entièrement en zone forestière au Sud-Est du lac Mistassini, presqu’à la limite la municipalité de Eeyou Istchee Baie-James et la MRC Maria-Chapdelaine. Ce lac a une forme complexe comportant plusieurs baies et presqu’îles dans le sens Nord-Sud, selon les stries de l’écorce terrestre de la région. Ce lac comporte les caractéristiques suivantes (description selon le sens horaire) :
- 109 petites îles ;
- une presqu’île rattachée à la rive Sud s’étirant sur 2,8 km vers le Nord, formant la rive Est d’une baie étroite s’étirant sur 2,6 km vers le Sud et la rive Ouest de la baie menant à l’embouchure du lac ;
- une presqu’île rattachée à la rive Nord-Ouest s’étirant sur 2,9 km vers le Nord, en parallèle à la rive Ouest du lac, et formant une baie de longueur équivalente du côté Ouest ;
- la rive Ouest du lac est située entre 0,8 km et 0,02 km de la limite des deux régions administratives ;
- une baie très évasée à son entrée et s’étirant sur 2,0 km vers le Nord-Ouest ;
- une presqu’île rattachée à la rive Nord s’étirant sur 1,9 km vers le Sud, constituant la rive Nord-Ouest d’une baie s’étirant à son tour sur 2,0 km vers le Nord ;
- une baie s’étirant sur 6,8 km vers le Nord, comportant une baie secondaire s’étirant sur 3,8 km vers le Nord-Est ;
- une baie évasée à son entrée s’étirant sur 1,2 km vers l’Est ;
- une baie s’étirant sur 2,2 km vers le Sud, adossée à la presqu’île suivante ;
- une presqu’île d’une longueur équivalente à la baie précédente, s’étirant vers le Nord formant la rive Est de la baie menant à l’embouchure du lac[1].

L’embouchure du lac File Axe est située à :
- 3,2 km à l’Ouest de la route forestière R1048 (sens Nord-Sud) qui passe entre le lac Margonne et le lac File Axe ;
- 13,4 km à l’Est d’une courbe de la route 167 reliant le milieu du lac Albanel (au Nord) à Chibougamau (au Sud) ;
- 102 km au Nord de l’embouchure de la rivière du Chef (confluence avec la rivière Ashuapmushuan) ;
- 200,6 km au Nord-Ouest de l’embouchure de la rivière Ashuapmushuan (confluence avec le lac Saint-Jean) ;
- 91,3 km au Sud-Est de l’embouchure du lac Mistassini (confluence avec la rivière Rupert) ;
- 2,1 km au Sud-Est de la limite Est de Eeyou Istchee Baie-James ;
- 27,9 km au Sud-Est du centre du village de Mistissini (municipalité de village cri) ;
- 67,0 km au Nord-Est du centre-ville de Chibougamau ;
- 16,6 km au Sud-Est de la confluence de la rivière Chalifour et du lac Mistassini[1].

À partir de son embouchure située au Sud-Est du lac, le courant coule sur :
- 155,6 km en suivant le cours de la rivière du Chef ;
- km en suivant le cours de la rivière Ashuapmushuan jusqu’à la rive Ouest du lac Saint-Jean ;
- km vers l'Est en traversant le lac Saint-Jean jusqu'à son embouchure (confluence avec la rivière Saguenay)[1].

## Toponymie
Le nom L. File-Axe est inscrit sur la Carte de la province de Québec dressée par E. Taché, en 1880. En 1885, l'arpenteur John Bignell le désigne sous le nom de Grindstone Lake dans son rapport au Commissaire des terres de la couronne de la province de Québec et mentionne qu'il est improprement appelé File Axe. Pourtant c'est ce nom qu'il utilise dans son rapport de 1901, l'arpenteur-explorateur Henry O'Sullivan qui indique dans le texte File Axe lake et sur la carte en annexe File-axe L.. L'expression anglaise file axe qui peut se traduire par « limer (aiguiser) » une hache rejoint l'interprétation de Jacques Rousseau (1948) qui prétendait que ce lac « devrait se nommer lac à la Meule, suivant la coutume des Indiens et des forestiers qui fréquentent ces parages ». Il croyait que le toponyme avait été traduit par Henry O'Sullivan.
Le toponyme « lac File Axe » a été officialisé le 5 décembre 1968 par la Commission de toponymie du Québec, soit à la création de cet organisme.